# Adrien Lemaître (peintre)
Pour les articles homonymes, voir Adrien Lemaître et Lemaître.
Adrien Lemaître, né à Rouen le 30 mars 1863 et mort à Bergerac le 12 janvier 1944, est un peintre français.
Son œuvre Rue du Four à St Maurs, qui représente la rue du Four, est exposée au musée de Saint-Maur-des-Fossés.
Il s'est retiré à Faux en 1930.
Il repose dans le petit cimetière de Faux auprès de son épouse.